# Camera (časopis)
Camera byl švýcarský fotografický časopis, vydávaný nakladatelstvím C. J. Bucher Verlag GmbH v Luzernu. Časopis byl založen v roce 1922 a vycházel do prosince 1981. V době největší slávy časopisu zde otiskovali svá nejnovější díla přední světoví fotografové, jako například Edward Steichen, Robert Frank či Jeanloup Sieff.
V roce 2013 učinili bývalí zaměstnanci nakladatelství, Bruno Bonnabry-Duval a Brigitte Ollierová pokus o obnovení časopisu. První číslo vyšlo 17. ledna 2013; časopis vychází jako čtvrtletník.

## Období 1922–1947
Časopis vznikl z popudu inženýra a amatérského fotografa Adolfa Herze (1862 Nový Jičín –1947 Lucern) a vydavatele Carla Josepa Buchera v červnu 1922. Časopis vycházel nejprve v němčině. Cílem časopisu bylo pomáhat rozvoji fotografie, což bylo uvedeno v prohlášení vydavatelů v prvním čísle časopisu:
| „ | Tímto číslem časopisu se poprvé představujememe veřejnosti. Chtěli bychom říci pár slov o našich záměrech. Náš časopis bude podporovat uměleckou fotografii. Mysleli jsme si, že je vhodné představit našim čtenářům dílo umělců prostřednictvím rozsáhlých, kvalitně reprodukovaných výběrech jejich děl. O svá fotografická díla se zde podělí umělci ze všech zemí. V tomto čísle představíme osm stránek kvalitních reprodukcí. Zastoupení umělci představí své umělecké styly v původních esejích. V technické části uvedou nejlepší odborníci články o technických fotografických otázkách. V krátkých zprávách budeme komentovat všechny nové trendy tak, aby naši čtenáři získali aktuální pohled na fotografii. Zveme všechny fotografy a výzkumné pracovníky ze všech zemí, kteří chtějí přinést informace našim čtenářům, aby předložili své články. Pravidelně budeme pořádat fotografické soutěže, které budou povzbuzovat rozvíjející se umělce, a nejlepší díla obdrží finanční odměnu. Doufáme, že naše úsilí bude napomáhat vysokým cílům umělecké fotografie a že naši čtenáři nás budou podporovat. | “ |

Adolf Herz od počátku dbal na to, aby kvalita papíru i reprodukcí byla nejvyšší, jakou technologie tiskárny C. J. Bucher Verlag dovolovala.
Herzovo období redakce časopisu, ukončené jeho smrtí v roce 1947, bylo zaměřeno především na fotografický piktorialismus. V té době otiskovali v časopisu svá díla například fotografové Heinrich Kühn, Léonard Misonne, Hoffmeister, Craig Annan, Eduard Steichen, Alexander Keighley nebo Robert Demachy.

## Poválečné období 1948–1964
Walter Läubli se stal šéfredaktorem či uměleckým ředitelem v lednu 1948. Změnilo se také vlastnictví nakladatelství. C. J. Bucher byl v roce 1941 postižen mrtvicí a vedení nakladatelství převzala jeho manželka Alice.
Aby rozšířil okruh čtenářů časopisu, Läubli uváděl články také v angličtině a francouzštině. V tomto období otiskli v časopisu Camera své první fotografie autoři Jakob Tuggener, Gotthard Schuh, Henri Cartier-Bresson, Robert Capa (a další fotografové agentury Magnum), Bill Brandt a Robert Frank. Zvláštní číslo z roku 1949, ve kterém byly představeny první fotografie Roberta Franka, bylo významným edičním počinem v dějinách fotožurnalismu.
Následníkem Waltera Läubliho ve funkci šéfredaktora byl grafik Hans Neuberg. Vedl časopis po dva roky od prosince 1954. Jeho nástupce Imre Reiner, přepracoval vzhled časopisu a jeho logo. Tento vzhled zůstal nezměněn až do zániku časopisu v roce 1981.
Od července 1956 se stal šéfredaktorem časopisu Romeo Martinez (1911-1990). Od března 1957 zahájil další fázi časopisu tím, že ho začal vydávat v anglické, francouzské a německé jazykové verzi a tím jej zpřístupnil daleko širšímu okruhu čtenářů.
V roce 1960 zahájil časopis spolupráci s organizací evropských profesionálních fotografů Europhot. Čtyři čísla časopisu ročně nesla název Camera EUROPHOT a zabývala se náměty profesionální fotografie.
Romeo Martinez opustil časopis po vydání květnového čísla v roce 1964. Zbytek roku časopis vycházel pod vedením paní Bucherové a zbývajících redaktorů.

## Časopis pod vedením Allana Portera 1965–1981
Allan Porter se objevil jako hostující redaktor Camery v prosinci 1965. V lednu následujícího roku byl jmenován šéfredaktorem. Paní Bucherová se rozhodla pro tohoto Američana s evropskými konexemi a doufala, že jeho talent a zahraniční styky pomohou časopisu, který byl v té době v ekonomických nesnázích.
Náklad časopisu v roce 1965 byl 9 300 výtisků ve všech jazykových mutacích. Porter slíbil navýšení o 8% v průběhu devíti měsíců, ale díky aktivní kampani na zvýšení počtu předplatitelů (zejména prostřednictvím dlouhodobých smluv s knihovnami a zahraničními distributory), díky rozšíření prodeje ve Spojených státech amerických dohodou se společností Acme Publications z New York City a diky novému přístupu reklamního oddělení časopisu, vzrostl náklad do konce roku 1965 o 20%.
V dubnu 1974 (ročník 53, číslo 4) vyšlo jubilejní sté číslo pod jeho vedením. Bylo věnováno Porterovu oblíbenému tématu - krajině. Na obálce i uvnitř čísla se objevily práce Dona Eddyho. Dalšími fotografy v tomto vydání byli Vincent Vallarino, Charles H. Caffin, Klaus Ott, T. C. Tilney, David Bayles, Carl George Heise, Leonard Misonne, George A. Tice a Sadakichi Hartmann.
V roce 1973 byla společnost C. J. Bucher AG převzata nakladatelstvím Ringier. Noví majitelé neměli žádný zájem o další vydávání časopisu Camera, protože nakladatelství vydávalo jiný fotografický měsíčník: Fotomagazin. Noví majitelé věřili, že stažením veškeré propagační podpory zájem čtenářů klesne a časopis zanikne sám. Jedním z prvních omezení, které Ringier udělal, byla změna tiskové techniky, namísto hlubotisku začal být časopis tištěn levnějším, ale méně kvalitním ofsetovým tiskem. Porterovi bylo jasné, že pokles kvality tisku by vedl k úbytku čtenářů, a za pomoci techniků původní tiskárny vyvinul dvojbarevný ofsetový systém (duplex), který snížil náklady a přitom udržel kvalitu tisku.
Pod vedením Allana Portera se Camera věnovala na jedné straně hledání talentů zkoumajících hranice moderní fotografie, ale také věnovala pozornost historii fotografie z moderního pohledu. Vycházela monotematická čísla věnovaná buď jednotlivým tvůrcům (například William Henri Fox Talbot, Imogen Cunningham, Josef Sudek, Henri Cartier-Bresson, William Klein), nebo významným obdobím v dějinách fotografie (fotografové okolo časopisu Camera Work, počátky fotožurnalismu, meziválečná avantgardní fotografie v Německu nebo v sovětském Rusku a podobně). 
Po dalších deseti letech nakladatelství Ringier rozhodlo, že není v zájmu společnosti nadále časopis vydávat a proto v prosinci 1981 vyšlo jeho poslední číslo. Bylo to jen několik měsíců před 60. výročím založení časopisu.

## Čeští autoři v časopisuCamera
- duben 1976 (ročník 55, číslo 4) Josef Sudek - a Monograph - monografické číslo věnované Josefu Sudkovi, úvod: Allan Porter, text Anna Fárová
- srpen 1979 Josef Koudelka
- červen 1981 (ročník 60, číslo 6) Sovětská fotografie mezi dvěma válkami 1917–1941, text Daniela Mrázková a Vladimír Remeš.